# Champ d'honneur national
Le Champ d'honneur national ((en) National Field of Honour) est un cimetière militaire canadien situé à Pointe-Claire au Québec.

## Description

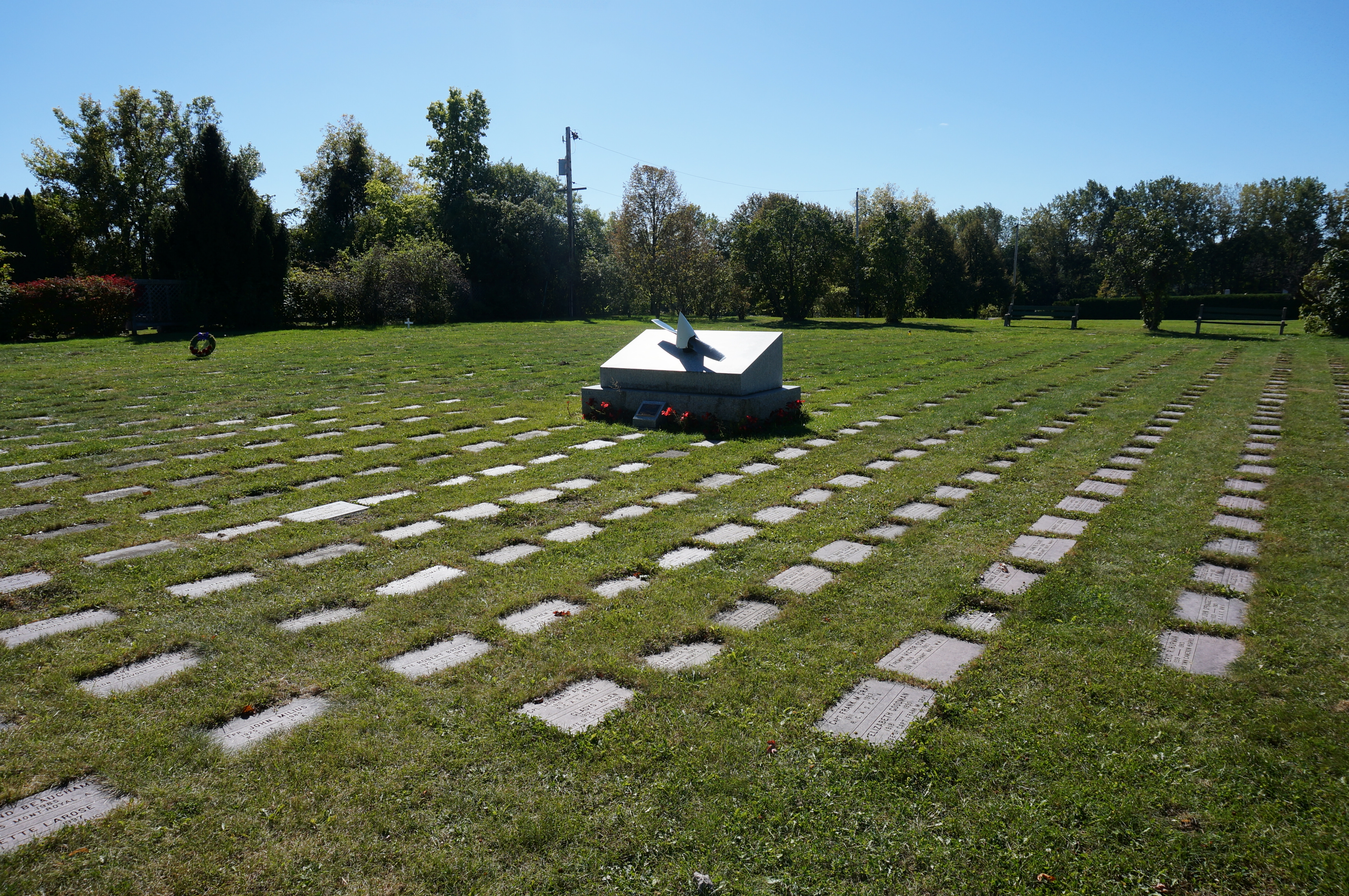
Pierres tombales

Il compte 9 500 pierres tombales en granit rose et de nombreux monuments commémoratifs.
Établi en 1930 et réaménagé à plusieurs reprises, il a été désigné lieu historique national du Canada en 2007.
Une croix imposante a été érigée en 1934, et la porte du souvenir a été dévoilée en 1937.

## Personnalités inhumées
- Léo Major
- Clarence Campbell
- Benjamin d'Urban
- Jack Gelineau
- Coulson Norman Mitchell
- Clifford McEwen